# 水木正子
水木 正子（みずき まさこ、1948年7月18日 - 2021年3月15日）は、日本の女優。本名は篠田 正子（旧姓・酒井）。埼玉県新座市出身。

## 来歴・人物
元々芝居は好きだったが、本当はナレーターになりたかったと話していたことがある。1965年9月、大映演技研究所入所。研究所生時代からプロ並みの演技の上手さが評判で、大映の先輩の宇津井健も「個性のある人」と注目していたという。1966年3月に同研究所卒業、大映専属女優となる。「マコ」の愛称で、新人の頃は南美川洋子、渥美マリ、八代順子、津山由起子と共に「大映五人娘」として売り出された。
1968年当時公表していたプロフィールでは、サイズは身長162cm、B87cm、W59cm、H87cm。趣味はレース編み、カメラ。スポーツは陸上競技をやっていたことがある。
後年はキリスト教徒の洗礼名「ローザフランチェスカ」を受けていた。2021年3月15日に死去。晩年は2年半にわたって肺癌、脳腫瘍と闘病していたと伝えられる。

## 出演作品

### 映画
※『なにがなんでも為五郎』、『ひらヒラ社員夕日くん ガールハントの巻』、『日本一のショック男』以外大映配給
- 赤い天使（1966年）
- 秘録おんな牢（1968年） - おたね
- あるセックス・ドクターの記録（1968年） - 本沢チエ子
- 不信のとき（1968年） - ジョルダンのホステス
- 愛の三分間指圧（1968年） - 若い夫の妻
- ある女子高校医の記録 妊娠（1968年） - 海老沢みどり
- フリーセックス 十代の青い性（1968年） - 浜田ミサ
- 高校生芸者（1968年） - 南坂たみ子[8]
- ある女子高校医の記録 初体験（1968年） - 真弓
- ある女子高校医の記録 失神（1969年） - 寺内みき
- ある見習看護婦の記録 赤い制服（1969年） - 蒲原ますみ
- ダンプ・ヒップ・バンプ くたばれ野郎ども（1969年） - ゲップ
- あゝ海軍（1969年） - のぶ代
- 与太郎戦記（1969年） - 大和田さくら
- なにがなんでも為五郎（1970年、松竹） - しげ子
- ひらヒラ社員夕日くん ガールハントの巻（1970年、東宝） - 真理
- 日本一のショック男（1971年、東宝） - キャバレーのホステス

### テレビドラマ
- 人妻だから （1966年、TBS）[1]
- 星から来た女 （1970年、フジテレビ）[9]

※以下は全て東映ドラマ
- キイハンター 第126話「走れ! 金塊ヨット真夏の海を」（1970年、TBS）
- ゴールドアイ 第19話「頭脳人間蒸発」（1970年、NTV）
- 仮面ライダーシリーズ（MBS）
  - 仮面ライダー 第22話「怪魚人アマゾニア」（1971年） - エリナ杉崎[10]
  - 仮面ライダーV3 第26話「怪人ヒーターゼミのミイラ作戦!!」（1973年） - 田口晴美（ヒーターゼミ）[11]
- ターゲットメン 第12話「午後四時に死ね!」（1971年、NET）
- キカイダー01 第21話「吸血の館 美人女子寮の恐怖!!」（1973年、NET） - 秋山女医
- 刑事くん 第2部 第30話「私のウェディングドレス」（1973年、TBS）